# Steffan Rhodri
Steffan Rhodri (ur. 1 marca 1967) – walijski aktor filmowy, telewizyjny i teatralny. Znany jest głównie z roli Dave'a Coachesa w sitcomie Gavin & Stacey i z roli Reginalda Cattermole'a w filmie Harry Potter i Insygnia Śmierci, Część 1. Jest kibicem klubu Swansea City A.F.C..

## Wybrana filmografia

### Filmy
- Nie oddychaj 2 (2021) – chirurg
- Wonder Woman (2017) – pułkownik Darnell
- Under Milk Wood (2015) – Mog Edwards
- Żelazny rycerz (2011) – Cooper
- Harry Potter i Insygnia Śmierci: Część 1 (2010) – Reginald Cattermole
- Moja łódź podwodna (2010) – Pan Davey
- The Big I Am (2010) – DS Moseley
- Cymru Fach (2008)
- Ali G (2002) – nauczyciel
- Solomon and Gaenor (1999) – Noah Jones
- Twin Town (1997) – Hunky